# Гуринович, Игорь Николаевич
И́горь Никола́евич Гурино́вич (бел. Ігар Мікалаевіч Гурыновіч; род. 5 марта 1960, Минск) — советский и белорусский футболист, нападающий. Чемпион Европы 1978 года среди молодёжных команд. Мастер спорта СССР международного класса (1980).
Окончил Белорусский государственный институт физкультуры. В 1999 году был директором белорусско-американского предприятия «Белтранслайнер».

## Карьера

### Клубная
Рано остался без отца. За воспитание Игоря взялся старший брат Александр, который привил ему любовь к футболу.
Воспитанник детско-юношеской школы СДЮШОР-5 (Минск).
Впоследствии за минское «Динамо» отыграл 10 лет — с 1977 по 1987 год, потом возвратился в команду ещё на два года: с 1988 по 1990.
С белорусским клубом стал чемпионом СССР в 1982 году — это стало единственной победой клуба в чемпионатах. Забил 2 мяча в решающей игре против московского «Спартака», принеся победу команде в матче со счётом 4:3.
Раскрыть игровой потенциал помешали частые травмы. Первую серьёзную травму (перелом ноги) Игорь Гуринович получил 18 сентября 1983 года в матче с одесским «Черноморцем» за шесть туров до окончания чемпионата. Несмотря на это, в 1983 году стал лучшим бомбардиром клуба с 17 мячами, а «Динамо» по итогам года взяло бронзу чемпионата СССР. В 1982—1983 годах дважды включался в список «33-х лучших футболистов».
Затем в течение нескольких лет футболиста преследовало фатальное невезение — он ещё несколько раз травмировался подобным серьёзным образом.
В октябре 1990 года уехал в английский «Брайтон», где сезоном ранее выступал Сергей Гоцманов. В новом клубе провёл только полгода и из-за проблем с рабочей визой вынужден был его покинуть. Некоторое время играл за клуб 2-й лиги «Динамо» (Брест).
Сезон 1990/91 провёл на Кипре, играя за клуб 2-го дивизиона. Задержаться в кипрской команде не позволило принятие закона, согласно которому иностранцам нельзя выступать во 2-м дивизионе.
В 1992-93 играл за «Верес» из Ровно (1992—1993) и «Торпедо» из Минска (1993). В 1993 непродолжительное время играл за польский «Лодзь».
В сезоне 1993/94 играл за испанский «Кастельон». Однако из-за банкротства клуба надолго в нём не задержался.
В 1995 играл за австрийский ЛАСК, позже за клуб «Атака-Аура» из Минска.
Закончил карьеру в возрасте 36 лет. Вскоре друзья пригласили в транспортно-туристический бизнес. Одновременно с этим играл в мини-футбол, потом некоторое время выступал за ветеранский клуб «Одиннадцать плюс».
Вскоре получил тренерскую лицензию. Два сезона возглавлял клуб «Береза-2010», вывел его в первую лигу. Затем перешёл в столичное «Динамо», отвечал за селекцию для основного состава команды. В декабре 2012 года снова возглавил «Березу-2010».

### В сборных
Выступал за молодёжную сборную СССР, в 1976 году стал в её составе чемпионом Европы. В 1979 году стал серебряным призёром юниорского чемпионата мира (до 20 лет). Выступал также за сборную Беларуси в 1994—1995 годах.
В национальной команде провёл 1 матч в 1984 году и 1 матч в олимпийской сборной в 1983.

## Достижения

### Командные
- Чемпион Европы среди молодёжных команд (до 21 года): 1976
- Вице-чемпион мира среди молодёжных команд (до 20 лет): 1979
- Чемпион СССР: 1982
- Бронзовый призёр чемпионата СССР: 1983
- Финалист Кубка СССР: 1986/87

### Личные
- № 1 в списке 33 лучших футболистов сезона в СССР: 1982, 1983